# Чкаловский сельский совет (Великоалександровский район)
Чкаловский сельский совет (укр. Чкаловська сільська рада) — входит в состав Великоалександровского района Херсонской области Украины.
Административный центр сельского совета находится в селе Чкалово.

## История
- 1945 — дата образования.

## Населённые пункты совета
- с. Чкалово
- с. Вишнёвое
- с. Карло-Марксовское
- с. Криничанка
- с. Степовое